# Opogona glaphyra
Opogona glaphyra är en fjärilsart som beskrevs av Diakonoff 1948. Opogona glaphyra ingår i släktet Opogona och familjen äkta malar. Inga underarter finns listade i Catalogue of Life.